# シンガポール・パワー
シンガポール・パワー (Singapore Power) は、シンガポール公益事業庁の電気・ガス部門の事業を継承した政府系電力供給会社。
国内の数百万の顧客に対し、電気とガスの供給、配給サービス、市場サポートサービスなどを提供している。シンガポールでも特に大きい事業体の一つである。

## 概歴
1995年10月に民間企業、シンガポール電気ガスとして設立されたが、略称（SPG：シンガポール英語で、挑発的な振る舞いをし、白人男性との交際を好む女性の意）の響きが悪く、現在の名称に改称された。その後、シンガポール公益事業庁の事業を買収した。1995年から、国営の投資会社、テマセク・ホールディングスに買収された。
シンガポール政府が国内電力市場自由化を打ち出したことを受け、シンガポール・パワーは海外事業を展開。2004年には米エネルギー会社ＴＸＵのオーストラリア部門を買収した。
オーストラリアのマッコーリー銀行を退けた1390万ドル（1700万シンガポール・ドル）での入札後、Alinta（オーストラリアの発電・電力小売業者）とBabcock&Brown（オーストラリアの投資顧問会社）の投資を受けた。

## 日本企業との関わり
2016年8月18日、NECとNEC Asia Pacificがシンガポール・パワーが推進する次世代電力グリッド共同開発プロジェクト「Singapore Power Energy Advanced Research and Development(SPEAR:スピア)」に参画した。
2021年8月13日に東京電力ホールディングス、東京電力パワーグリッド、関電工と共同でシンガポールの地下変電所建設プロジェクトに関するコンサルタント業務の契約を締結。
2022年5月18日にダイキン工業と合弁企業設立を発表した。
2023年8月21日にシンガポールパワーグループ傘下のSIPG（Singapore Institute of Power and Gas）が主催するEnergy Managers Programme 2023の一環として来日した同国のエネルギー事業関係者約30名が一般社団法人海外電力調査会を訪問し、両国の電力分野に関する情報交換を実施した。

## 組織

### シンガポール国内子会社
- SP PowerAssets
- SP Services
- SP PowerGrid
- SP Sustainable Energy Solutions
- Singapore District Cooling
- SP Group Treasury
- SP Digital
- Singapore Institute of Power and Gas
- SPI (Seosan) Water Ltd.[12]
- SPI (Seosan) Cogen Ltd
- SP eResources Pte Ltd.
- SP Global Solutions Pte. Ltd.
- PowerGas Ltd.

### 海外子会社
中国
- SP Chongqing、SP Shanghai、SP Guangzhou、SP Chengdu

ベトナム
- SP Vietnam

タイ
- SP Thailand

オーストラリア
- SGSP (Australia) の株式を 40%保有

### 主な合弁会社
- Power Automation - 1996年に設立されたSiemensとの合弁会社[14]
- Singapore District Cooling

### 出資先
- Jemana（オーストラリア）[15]